# Fontaine de la déesse Rome
Pour les articles homonymes, voir Fontaine, Rome (homonymie) et Roma.
La fontaine de la déesse Rome (fontana della dea Roma, en italien) est une célèbre fontaine romaine monumentale allégorique néo-classique de la Place du Peuple (Piazza del Popolo) de Rome en Italie. Dédiée à la déesse Rome (allégorie de Rome, et de la fondation de Rome de la mythologie romaine) elle est dessinée en même temps que la place du Peuple entre 1811 et 1822, par l'architecte urbaniste italien Giuseppe Valadier, et sculptée en 1823 par Giovanni Ceccarini, sous la fontaine de l'aqueduc de l'Aqua Virgo de la Villa Borghèse et de la colline du Pincio, à la Porte du peuple (porte de ville Nord du mur d'Aurélien de la Rome antique). 

## Histoire
Cette fontaine monumentale en marbre, avec vasque en forme de coquille Saint-Jacques géante, est surmontée par un groupe de sculpture allégorique, représentant la déesse Rome (armée d'une lance, d'un casque romain, et encadrée par des trophées romains, de l'armée romaine de la Rome antique). 

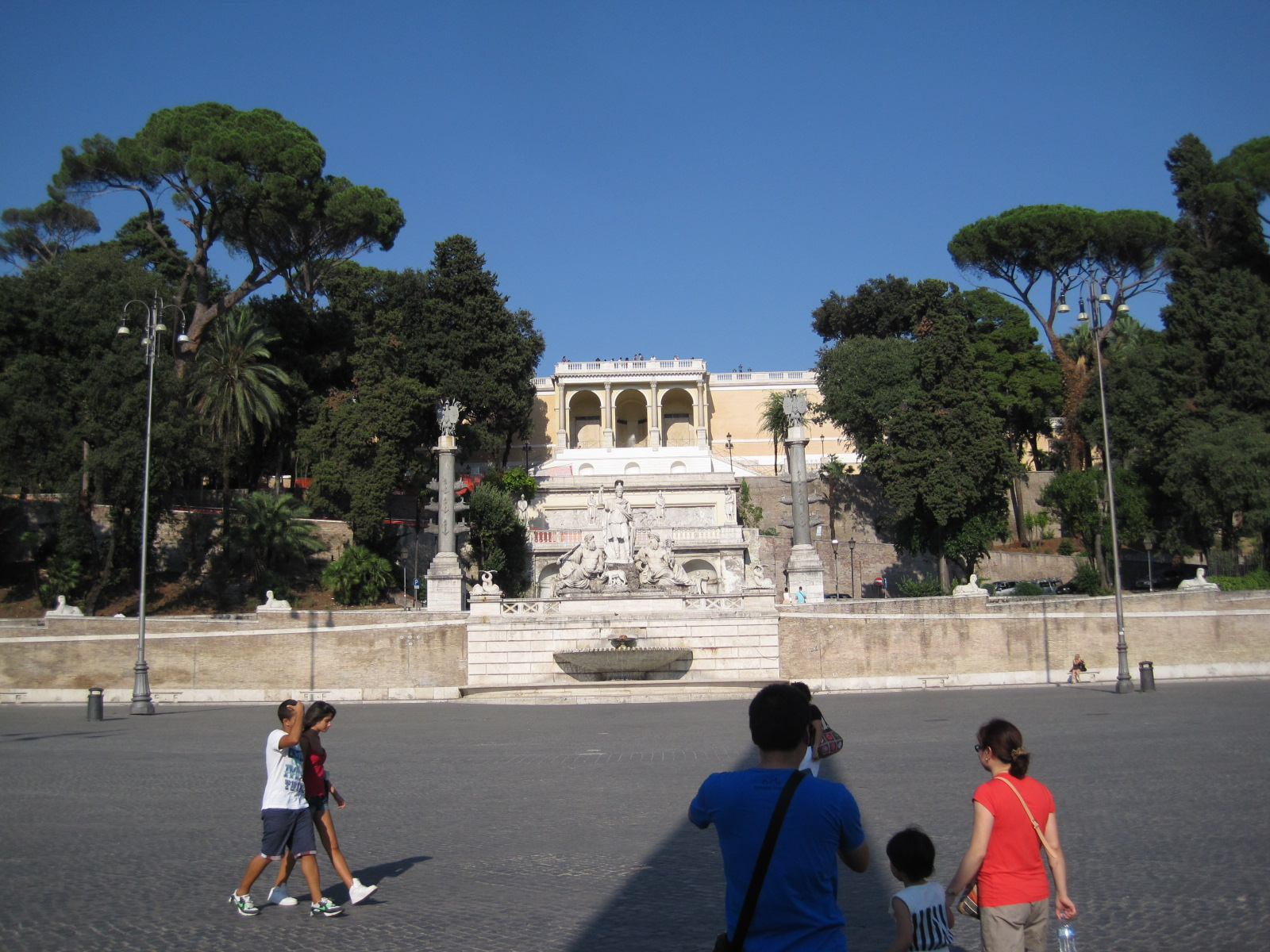
Vue depuis l'obélisque de la piazza del Popolo
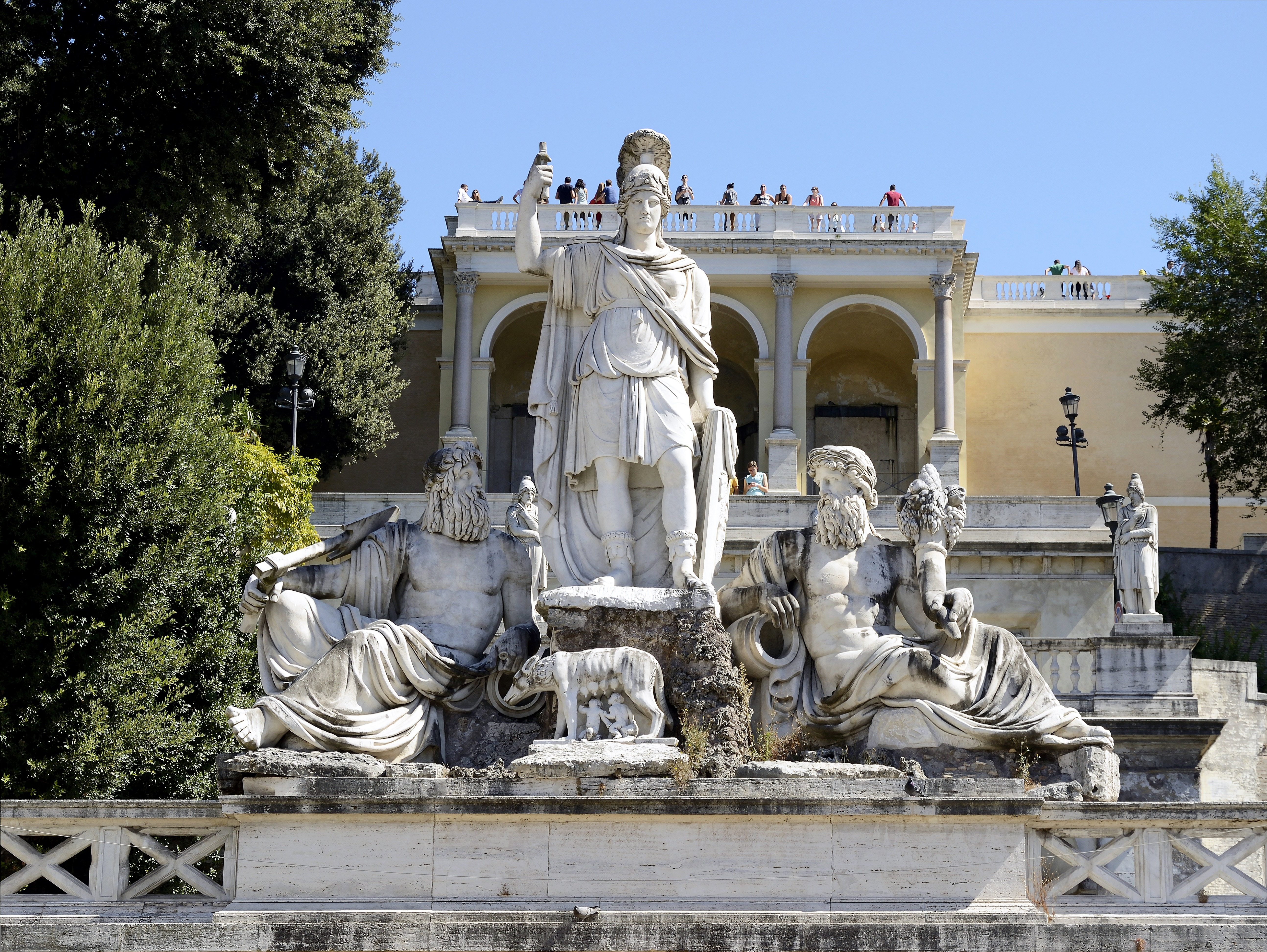
La déesse Rome, la Louve du Capitole, et Romulus et Rémus
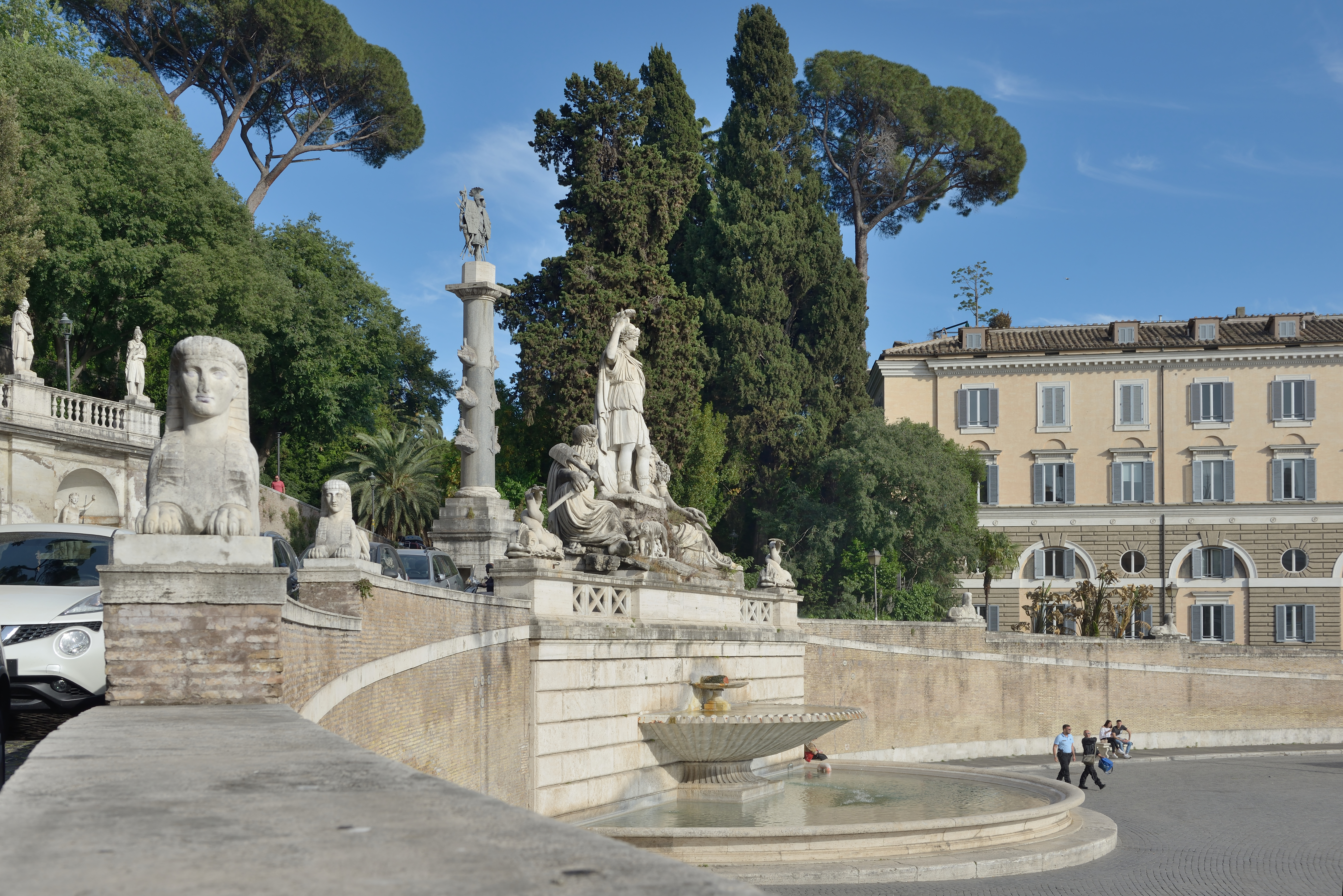
Vue latérale

A ses pieds, la Louve du Capitole allaite les jumeaux Romulus et Rémus (les fondateurs de Rome de la mythologie romaine vers 750 av. J.-C.). Ils sont entourés de deux statues allégoriques géantes assises représentant les deux fleuves de Rome, le Tibre et l'Aniene. 

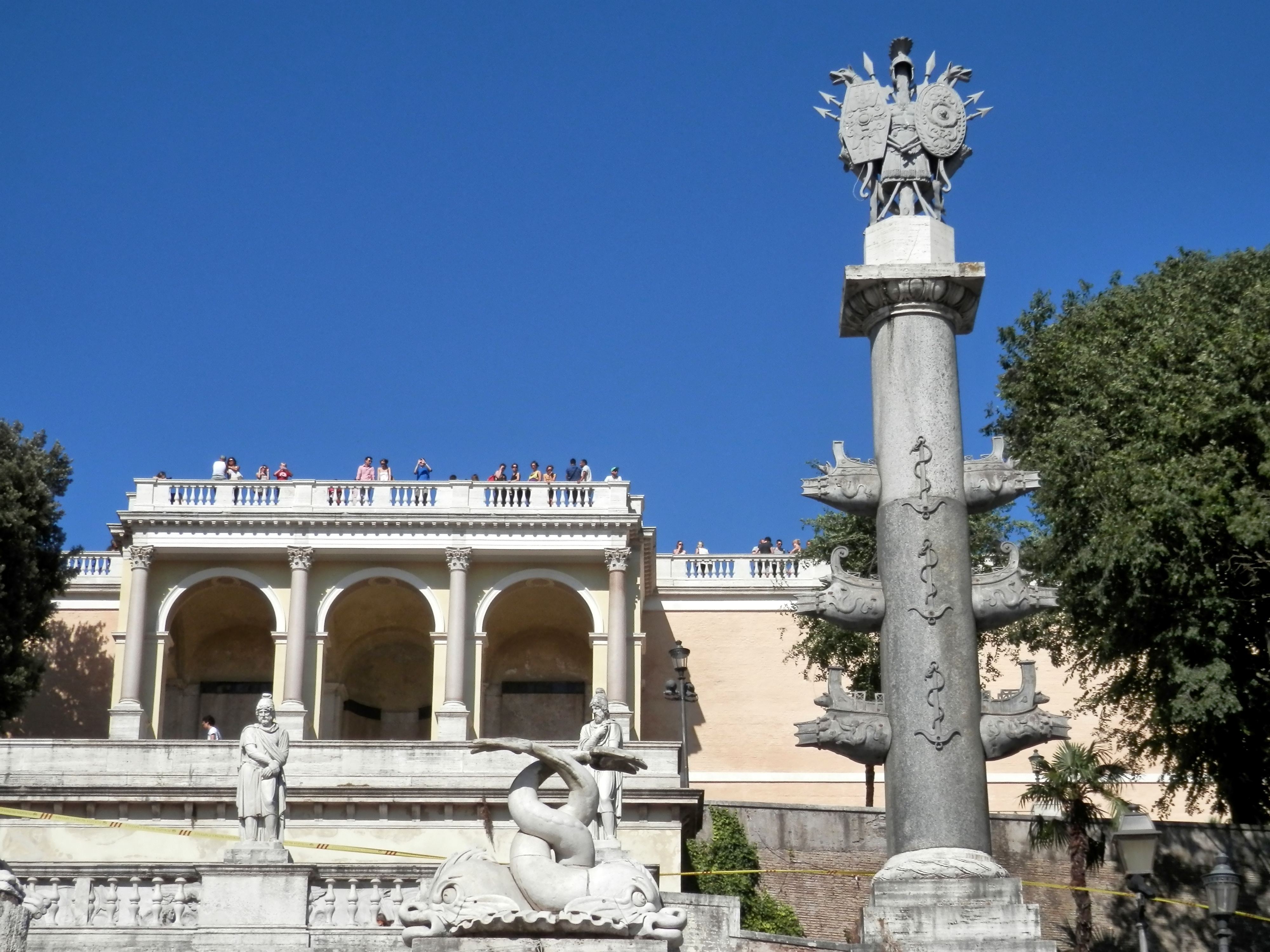
Trophées romains
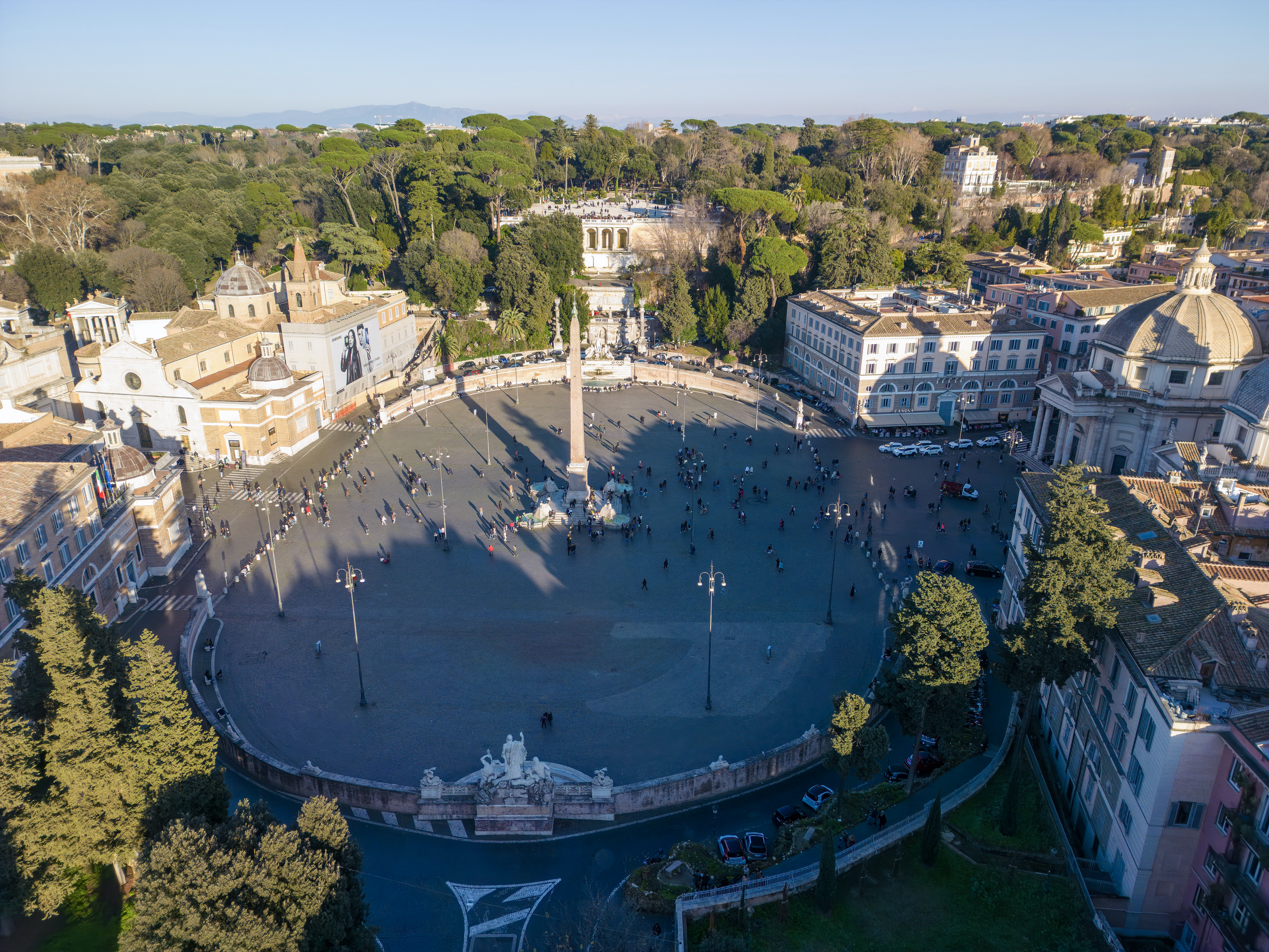
Face à la Piazza del Popolo
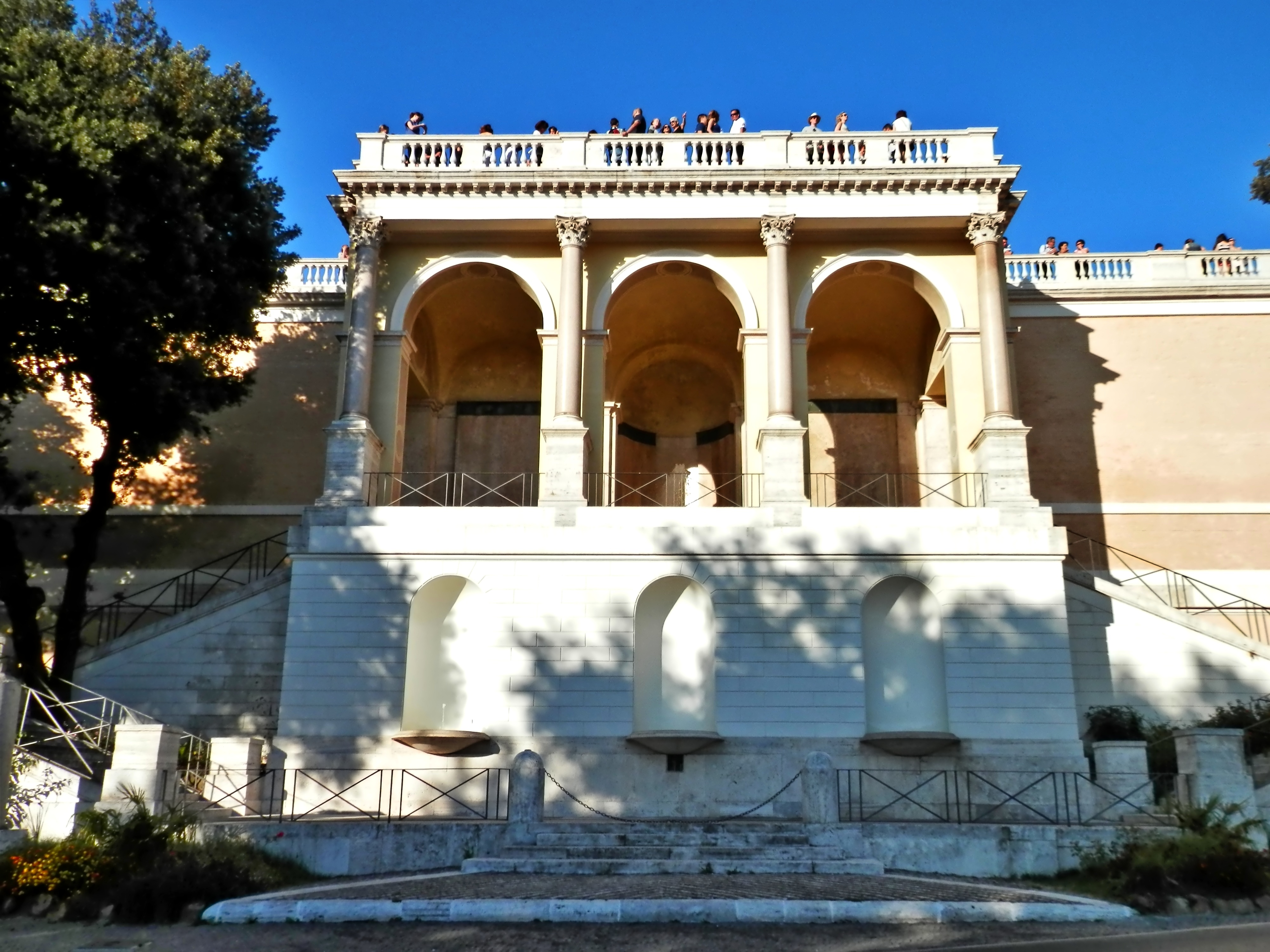
Fontaine-terrasse de l'aqueduc de l'Aqua Virgo, de Giuseppe Valadier
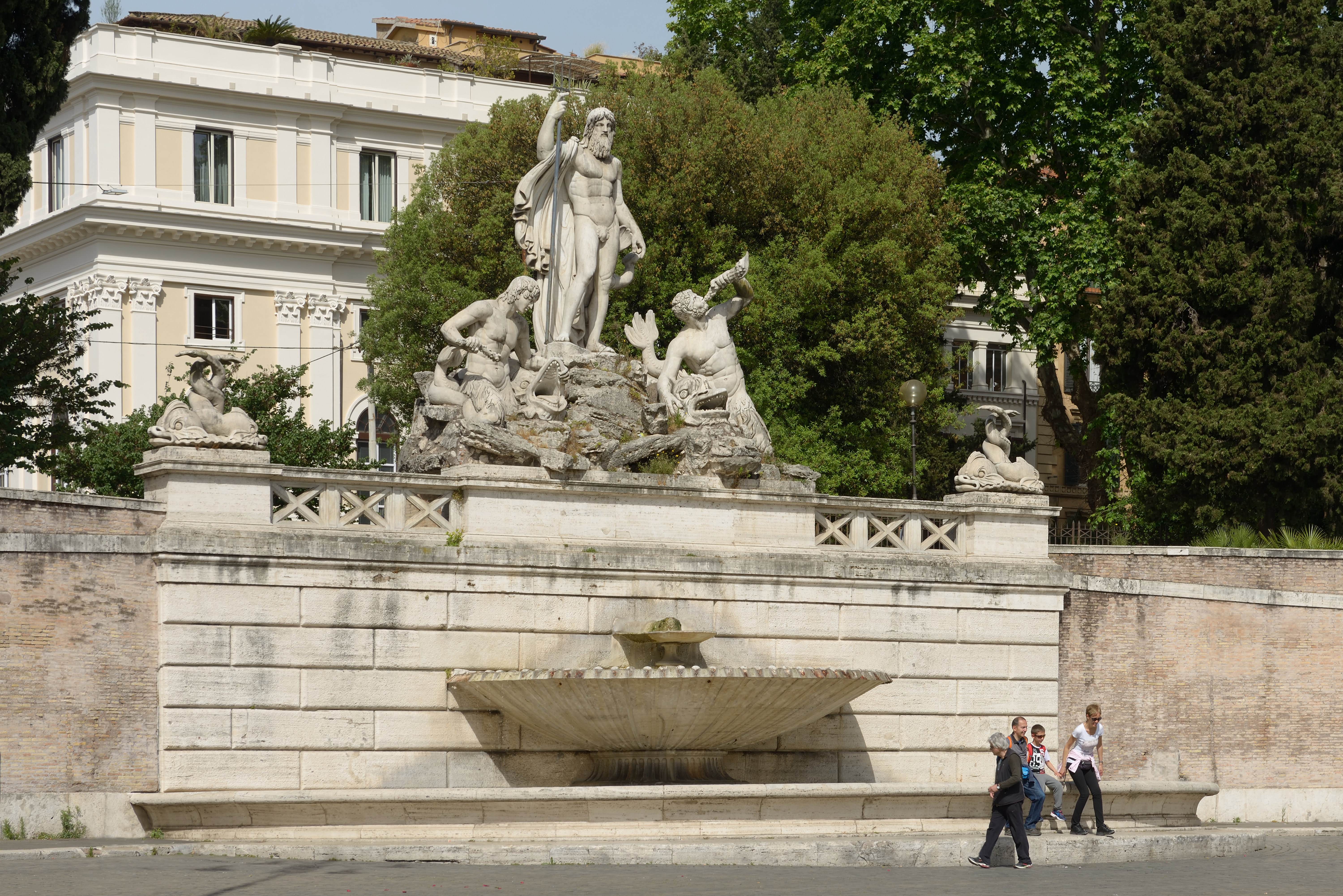
Fontaine de Neptune (en face)

Cette fontaine fait face à l'obélisque de la piazza del Popolo, et à la fontaine de Neptune de l'autre coté de la place (du dieu Neptune de la mythologie gréco-romaine, avec son Trident et deux Tritons). Les nombreuses fontaines de la piazza del Popolo et les vastes jardins et villas luxueuses de la Villa Borghèse et du Pincio sont alimentées par l'aqueduc de l'Aqua Virgo, inauguré par le consul de Rome Marcus Vipsanius Agrippa en 19 av. J.-C. et achevé avec la construction de cette place. Cet aqueduc alimente également entre autres les célèbres fontaine de Trevi de la place de Trevi, fontaine de Neptune, fontaine des Quatre-Fleuves, et fontaine du Maure de la piazza Navona, et fontaine Barcaccia de la place d'Espagne...